# Theaterverlichting

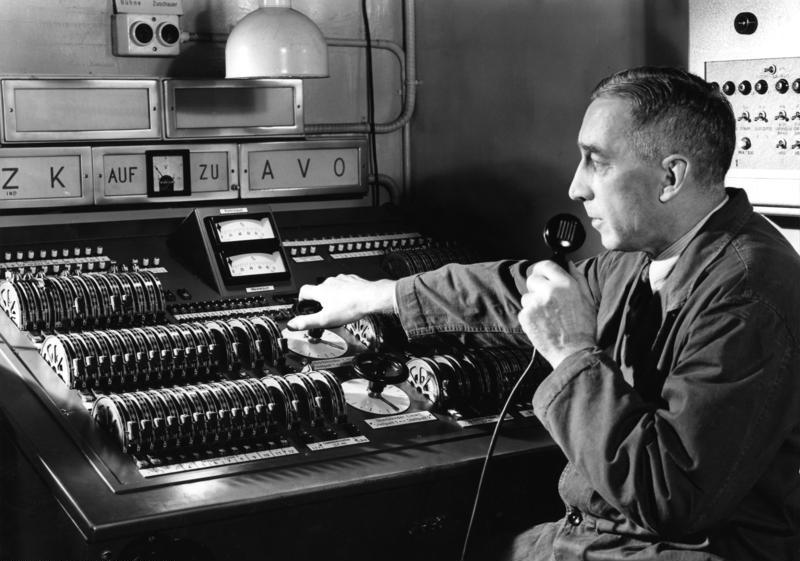
Een medewerker van de Hamburgse Staatsoper bedient een verlichtingspaneel (1957)

In theaterverlichting wordt gebruikgemaakt van verschillende soorten lampen en armaturen. Verlichting van theatervoorstellingen is een speciale vorm van verlichting.

## Doel
Theaterverlichting vervult een aantal functies. De eerste is de zichtbaarheid van hetgeen zich op het toneel afspeelt. De tweede en veel belangrijker functie is het creëren van een passende sfeer voor een bepaalde scène. Het bedenken van de verlichting wordt het maken van het lichtontwerp genoemd.

## Stroom en aansturing
Voor het verlichten van een theater wordt krachtstroom gebruikt, waarmee zogenaamde dimmers van stroom worden voorzien. Via een lichtstuurtafel worden die dimmers bediend (al dan niet computergestuurd), waarmee de verschillende lampen op verschillende sterkte aan gezet kunnen worden. Via de faders (schuiven) van de lichtstuurtafel wordt bepaald hoe fel een lamp schijnt, zodat het gewenste licht- en kleureffect bereikt wordt. De communicatie tussen de lichttafel en de dimmers gebeurt vaak via het DMX-512-protocol.

## Lichtplan
Het instellen van de verlichting (zowel het ophangen van de lampen, de richting en grootte van de lichtbundel; het "stellen"), de kleurfilters, de gobo's wordt gedaan aan de hand van het zogenaamde lichtplan. Het lichtplan wordt opgesteld door een lichtontwerper (soms door de regisseur) en op papier gezet, zodat het kan worden uitgevoerd door een lichttechnicus (belichter).

## Bediening
De bediening van de verlichting tijdens de voorstelling wordt eveneens gedaan door de lichttechnicus aan de hand van een vooraf opgesteld script. Tegenwoordig wordt zo'n script voor de voorstelling in een computer gebracht, waarmee dan tijdens de voorstelling de bediening een stuk eenvoudiger is dan in de tijd dat men handmatig alle "standjes" (elk onderdeel van een lichtscript) moest voorbereiden en uitvoeren tijdens de voorstelling.

## Soorten lampen
Grofweg zijn de lampen in te delen in drie hoofdgroepen:
1. Armaturen met één lens: PC, fresnel, PAR
2. Armaturen met meerdere lenzen: profiel enz.
3. Lensloze armaturen: (a)symmetrische vlakstraler enz.

Elk van deze lampen heeft zijn eigen kenmerken en gebruiksvorm.

### PC-schijnwerper
Een schijnwerper bestaande uit een reflector en een halogeenlamp met hiervoor een plano-convexe (pc) lens.
Een PC-lens is bij de meeste mensen bekend als plat-bolle lens, hij heeft een |)-vorm. Een PC-schijnwerper wordt gebruikt om een speelvlak uit te lichten. Door de lamp te verstellen (naar de lens toe of ervandaan) kan de grootte van de cirkel worden bepaald. De PC geeft een scherpe schaduw; het licht is "hard". Vaak worden zogenaamde pebble-lenzen gebruikt voor een iets zachter licht. Sommige PC's beschikken ook nog over schaduwkleppen, ook wel 'barndoors' genoemd. Met deze kleppen kunnen delen van het lichtvlak worden afgeschermd (bijvoorbeeld alleen decor en geen vloer). PC's worden vaak in het frontlicht gebruikt.

### Fresnelschijnwerper
Een fresnelschijnwerper is in principe hetzelfde als een PC-schijnwerper, alleen is de PC-lens vervangen door een fresnellens, een geribbelde lens, die veel lichter is. De fresnelschijnwerper geeft veel zachter licht dan de PC. De fresnel geeft veel meer strooilicht dan de PC. Strooilicht is het licht dat buiten de kern of "pit" van de lichtvlek valt. De fresnellens vindt zijn oorsprong bij de vuurtoren, waar de gewichts- en materiaalbesparing grote voordelen biedt. De belangrijkste reden tot het ontwerpen van de fresnellens was echter het beperken van lichtabsorptie. De "dikke" PC lens nam veel te veel licht weg. Door de ontwikkeling van de fresnellens was de lichtbundel van de vuurtoren over een veel grotere afstand te zien. Dit betekent dat ook in het theater de lichtopbrengst van een fresnelschijnwerper veel hoger ligt dan van een PC schijnwerper. Fresnels worden vaak in het tegenlicht gebruikt.

### Profielschijnwerper
Een profiel, of snijder, wordt gebruikt om personen of voorwerpen apart te verlichten. Dat heet dan een speciaaltje. Een profielschijnwerper bestaat uit een reflector, halogeenlamp met hiervoor meerdere lenzen, waardoor de schijnwerper als een projector werkt.

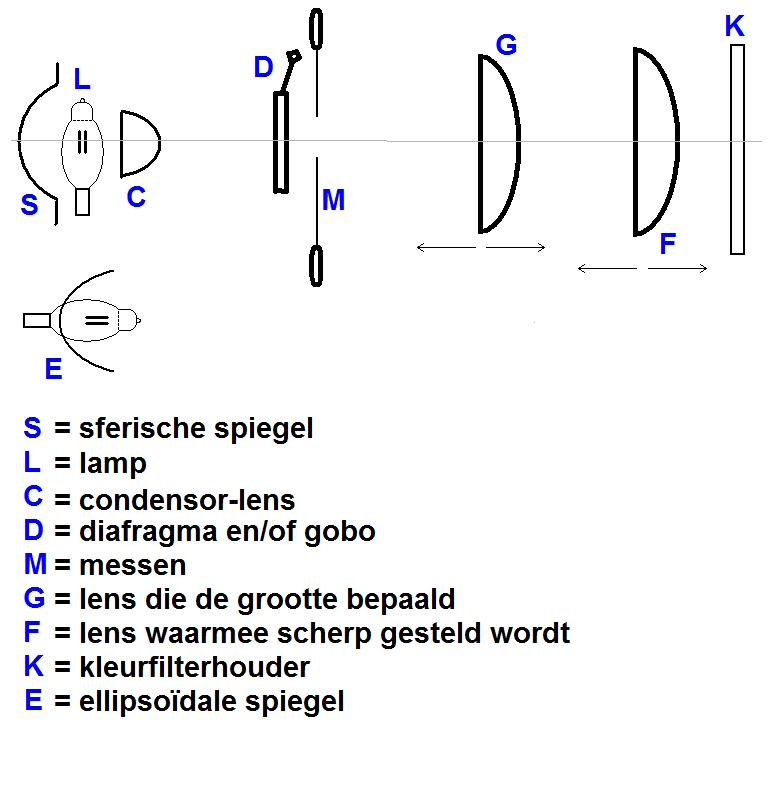
De belangrijkste onderdelen van een profielspot

De reflector kan sferisch (bolvormig) zijn, dan zit er een condensorlens voor. Andere types profielspot hebben een ellipsoïdale lens. Tussen de lamp en de lenzen bevindt zich een diafragma en/of een set metalen plaatjes, ook wel shutters of messen genoemd. Met het diafragma kan de lichtbundel cirkelvormig worden verkleind, met de messen kan de lichtbundel rechthoekig worden uitgesneden. In een profielschijnwerper kan een zogenaamde gobo geplaatst worden, een metalen plaatje waarin een figuur is uitgesneden. Zo kan een lichtbundel in de vorm van deze figuur worden gemaakt. Met de twee lenzen zijn twee zaken in te stellen: de grootte van de bundel en de scherpte van de afbeelding van de messen en/of gobo. De lens die het dichtst bij het messenhuis zit, bepaalt in principe de grootte, maar helaas beïnvloeden de twee lenzen elkaar. Soms wordt een profiel ook als PC ingezet.

#### Pipo

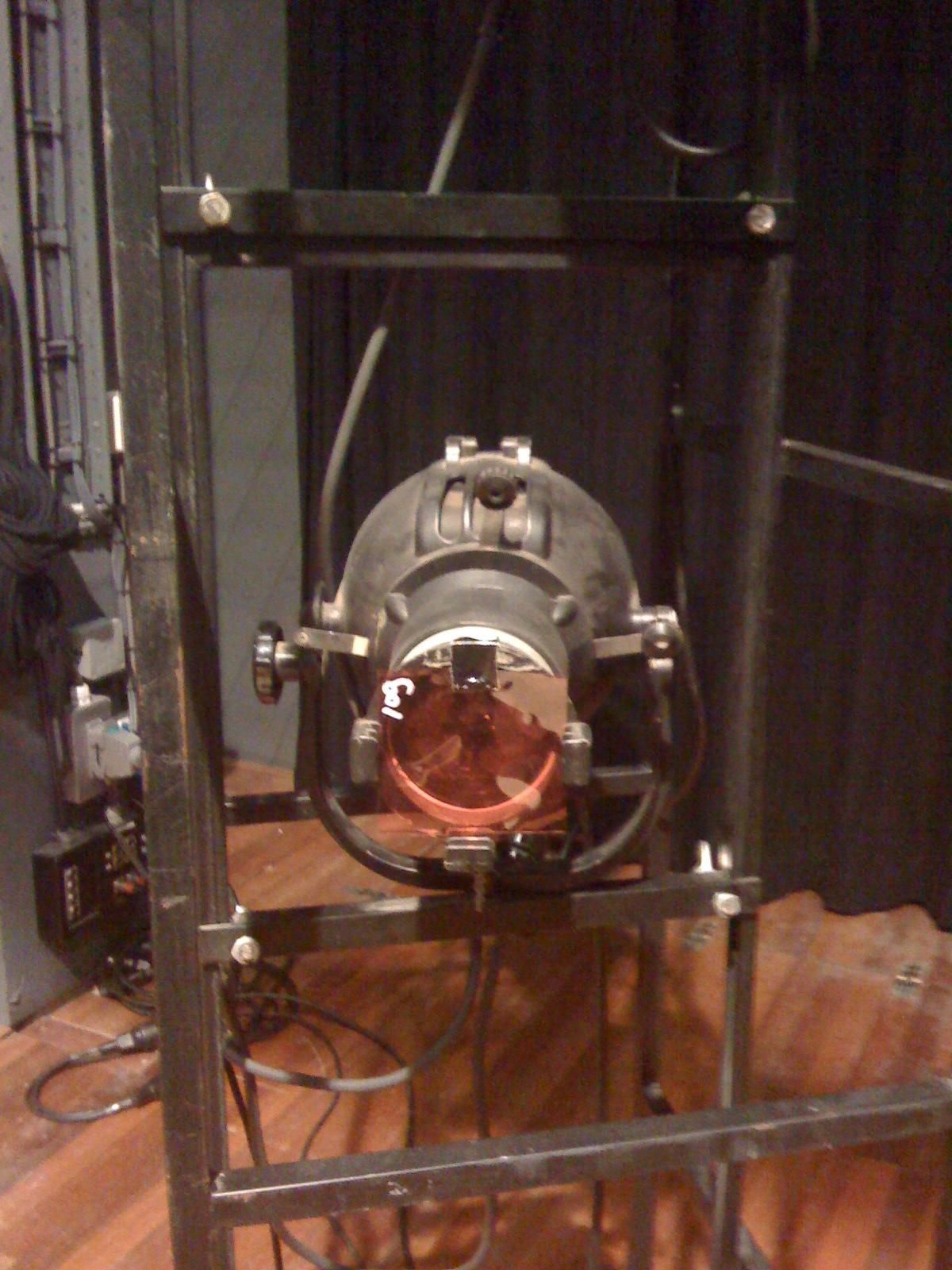
Een Pipo, hier vastgezet in een torentje op het toneel

Een ouder soort profielschijnwerper is de zogenaamde Pipo. Hij werd van 1953 tot 1983 geproduceerd door Strand als de Pattern 23 en was de eerste spot die in massa gemaakt werd. De Pipo heeft een ellipsoïdale spiegel. Aangezien een ellips twee brandpunten heeft, zou het kunnen dat de Nederlandse naam Pipo een verbastering is van Bi-Po, dat weer een afkorting van bipolair is. Er zijn Pipo's met en zonder messen. De versie zonder messen is als PC te gebruiken.
Tot de renovatie in 2010 bestond een groot deel van het lichtplan van Theater de Willem in Papendrecht uit deze Pipo's. Hiermee kreeg het theater de "titel" "Pipolairste Theater van Nederland".

### PAR

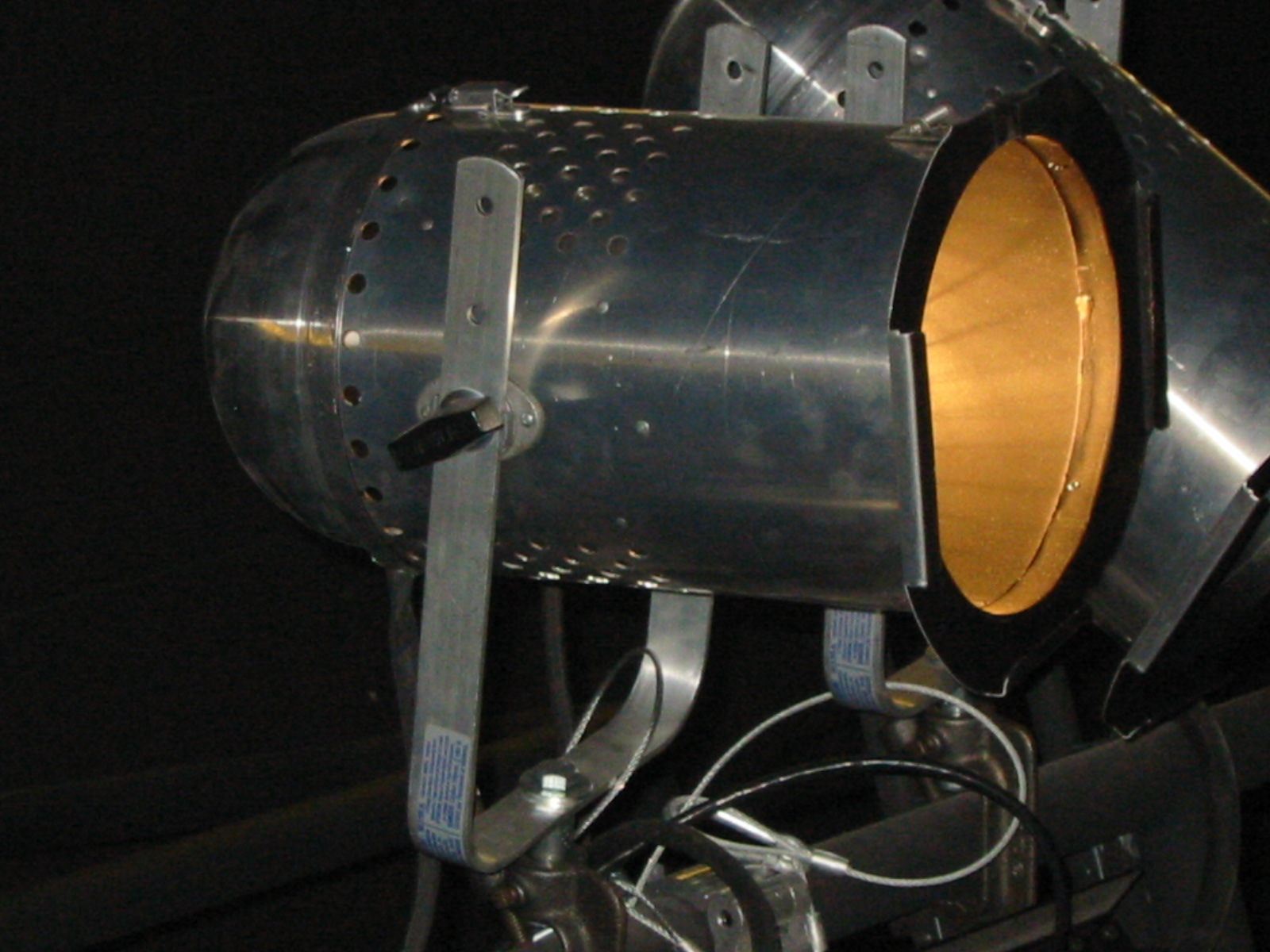
Een "klassieke" PAR 64

Een PAR-blazer is een van de eenvoudigste lampen in theaterverlichting. De PAR is oorspronkelijk een zogenaamde washer die veel gebruikt is in plafonds van gebouwen in Amerika. Door de lamp in een eenvoudig armatuur te vatten, is deze lichtbron ook te richten. Hij wordt daarom vaak gebruikt om evenementen te verlichten. In de rock-'n-roll is hij de grote doorbraak geweest als goedkope lichtbron waarmee veelkleurige scènes konden worden vertoond. Bij een PAR zijn lamp en lens ineen; als de lamp stuk is, wordt dus ook de lens weggegooid. Lampen zijn in diverse 'openingshoeken' te verkrijgen: in theaters zijn de cp60 (heldere lens, ongeveer 12°), cp61 (gepebbelde lens, ongeveer 16°) en cp62 (geruite lens, ongeveer 24°) de meest voorkomende, maar ook de cp63 (lens opgedeeld in driehoekjes) en de cp95 met zijn buxomlens komen voor. Bij die laatste heeft een standaard-PAR64-armatuur geen zin: de lichtbundel is breder dan de opening van het armatuur zelf. Daarom wordt de cp95 doorgaans in een zgn. short-nose gebruikt.

### Vlakschijnwerper
De paraboolschijnwerper wordt in het theater "horizonbak" genoemd. Deze lamp is de enige in dit rijtje die geen lens heeft, hij bestaat uit een asymmetrische paraboolvormige reflector en een lamp. Een paraboolschijnwerper heeft nog het meest weg van een groot uitgevallen bouwlamp. Hij wordt gebruikt om vlakken aan te lichten, zoals de "Horizon", het witte achterdoek van een theater. Door de asymmetrische vorm hoeft de horizonbak niet rechtvoor in het midden van het doek te hangen, maar kan hij van bovenaf de horizon toch egaal uitlichten.

### Andere lichtbronnen
In principe kan (en waarschijnlijk is) alles waar licht uit komt te gebruiken om een lichtontwerp te versterken, variërend van een kerstslinger tot een gewone gloeilamp of een bouwspot.

## Gobo's
Een gobo is een metalen of glazen dia die wordt geprojecteerd in de ruimte. Het kan allerlei vormen hebben. Er zijn kant-en-klare gobo's te koop en het is mogelijk gobo's te maken voor een specifiek doel. Er zijn grofweg drie verschillende soorten gobo's:
1. Break-up gobo's: gobo's met een willekeurig patroon van eenvoudige afbeeldingen, bijvoorbeeld: sterren, cirkels, bladeren of strepen.
2. Basis-gobo's: gobo's met een exacte afbeelding, bijvoorbeeld: een raam, een wolk, of een bliksemschicht.
3. Custom-made gobo's: gobo's die precies voor een productie op maat zijn gemaakt. Het laten maken van deze gobo's is vrij prijzig, omdat hiervoor voor iedere gobo een nieuwe stans gemaakt moet worden.

## Kleurfilters
Een belangrijk ander hulpmiddel is het kleurfilter of gel (afkorting van gelatine). Kleurfilters zijn stukken gekleurde folie die de kleur van het uittredende licht veranderen door het niet gewenste deel van het invallende licht tegen te houden. Het relatief witte licht van de lampen kan bijvoorbeeld geler worden gemaakt zodat het de suggestie van kaarslicht geeft. Er zijn verschillende fabrikanten van lichtfilters zoals LEE, Rosco en Gam. Alle filters hebben een eigen nummer, bijvoorbeeld LEE 115: Peacock Blue. Dit geeft een blauw-groene kleur. Hoe donkerder het filter, hoe minder licht het doorlaat. Sommige filters laten minder dan 1% van het oorspronkelijke licht door. Een voorbeeld hiervan is LEE 181: Congo Blue, die een diepe blauw-paarse kleur geeft en vaak wordt gebruikt als tegenlicht.

### Dichroïde kleurfilters
Dichroïde (Engels: dichroic) kleurfilters zijn kleurfilters van glas. Het voordeel is dat deze een temperatuur kunnen weerstaan van ongeveer 400 graden. Dit komt doordat licht dat niet wordt doorgelaten wordt gereflecteerd in plaats van geabsorbeerd. De opbouw bestaat uit zeer dunne laagjes, zgn. tralie-silicoon en titanium. De dikte van de lagen bepaalt de kleur namelijk gelijk met de golflengte van het doorgelaten licht. Het begint bij geel en eindigt bij donkerpaars naar uv. Het voordeel hiervan is dat het een hoge lichtopbrengst heeft. Het werkt door middel van lichtbreking in plaats van vervuiling van het glas. Het nadeel is dat als de hoek van het licht wordt veranderd, de kleur ook verandert. Deze filters worden vaak toegepast in movingheadprojectoren.